# Championnat National 2020-2021
Lo Championnat National 2020-2021 è stata la 28ª stagione dalla fondazione della Championnat National e la 22ª nel suo formato attuale, che funge da terza divisione del campionato di calcio francese; disputato tra il 21 agosto 2020 e il 14 maggio 2021.
Il campionato è stato vinto dal Bastia, promosso in Ligue 2 assieme al Quevilly-Rouen.
Capocannoniere del torneo è stato Andrew Jung (Quevilly-Rouen) con 21 reti.

## Stagione

### Novità
Nella stagione precedente sono state promosse in Ligue 2 il Pau e il Dunkerque.
Dalla Ligue 2 sono retrocesse il Le Mans e l'Orléans.
Dallo Championnat de France amateur sono state promosse il Bastia, lo Stade Briochin, il Sète e l'Annecy.

### Formula
Le diciotto squadre partecipanti si incontrano in un turno di andata e ritorno per un totale di 34 partite.
Le prime due squadre classificate e la vincitrice dello spareggio sono promosse in Ligue 2.
Le ultime quattro squadre classificate sono retrocesse in CFA.

## Squadre partecipanti 2020-2021
| Club              | Città                  | Stadio                                                                                                 | Capienza                        |
| ----------------- | ---------------------- | --- | ------------------------------- |
| Annecy            | Annecy                 | Stade des Grangettes (Rumilly) (1ª-2ª giornata) Parc des Sports (Annecy) (dalla 3ª giornata)           | 15.660 (Parc des Sports)        |
| Avranches         | Avranches              | Stade René Fenouillère                                                                                 | 2.000                           |
| Bastia            | Bastia                 | Stade Armand Cesari                                                                                    | 16.048                          |
| Bastia-Borgo      | Borgo                  | Stade Paul-Antoniotti                                                                                  | 1.300                           |
| Boulogne          | Boulogne-sur-Mer       | Stade de l'Epopée (Calais) (1ª giornata) Stade de la Libération (Boulogne-sur-Mer) (dalla 2ª giornata) | 15.204 (Stade de la Libération) |
| Bourg-en-Bresse   | Bourg-en-Bresse        | Stade Marcel-Verchère                                                                                  | 11.400                          |
| SO Cholet         | Cholet                 | Stade Pierre Blouen                                                                                    | 9.000                           |
| Concarneau        | Concarneau             | Stade Guy Piriou                                                                                       | 6.500                           |
| Créteil-Lusitanos | Créteil                | Stade Dominique Duvauchelle                                                                            | 12.150                          |
| Laval             | Laval                  | Stade Francis Le Basser                                                                                | 18.607                          |
| Le Mans           | Le Mans                | MMArena                                                                                                | 25.000                          |
| Lyon-La Duchère   | Lione                  | Stade Jacques Joly (Saint-Priest) (1ª giornata) Stade de Balmont (Lione) (dalla 2ª giornata)           | 5.438 (Stade de Balmont)        |
| Orléans           | Orléans                | Stade de la Source                                                                                     | 7.000                           |
| Quevilly-Rouen    | Le Petit-Quevilly      | Stade Robert Diochon                                                                                   | 12.018                          |
| Red Star          | Saint-Ouen             | Stade Bauer                                                                                            | 10.000                          |
| Sète              | Sète                   | Stade Louis Michel                                                                                     | 8.500                           |
| Stade Briochin    | Saint-Brieuc           | Stade Fred-Aubert                                                                                      | 10.600                          |
| Villefranche      | Villefranche-sur-Saône | Stade Armand-Chouffet                                                                                  | 3.200                           |

## Allenatori e primatisti
| Squadra           | Allenatore                                                                   | Calciatore più presente | Cannoniere |
| ----------------- | ---------------------------------------------------------------------------- | ----------------------- | ---------- |
| Annecy            | Michel Poinsignon (1ª-15ª) Remi Dru (16ª-)                                   |                         |            |
| Avranches         | Frédéric Reculeau                                                            |                         |            |
| Bastia            | Mathieu Chabert                                                              |                         |            |
| Bastia-Borgo      | Jean-André Ottaviani (1ª-26ª) Albert Cartier (27ª-)                          |                         |            |
| Boulogne          | Laurent Guyot                                                                |                         |            |
| Bourg-en-Bresse   | Karim Mokeddem (1ª-21ª) Alain Pochat (22ª-)                                  |                         |            |
| SO Cholet         | Stéphane Rossi                                                               |                         |            |
| Concarneau        | Stéphane Le Mignan                                                           |                         |            |
| Créteil-Lusitanos | Carlos Secretário (1ª-16ª) Richard Déziré (17ª-21ª) Emmanuel Da Costa (22ª-) |                         |            |
| Laval             | Olivier Frapolli                                                             |                         |            |
| Le Mans           | Didier Ollé-Nicolle                                                          |                         |            |
| Lyon Duchere      | Emmanuel Da Costa (1ª-16ª) Nicolas Le Bellec (17ª-)                          |                         |            |
| Orléans           | Claude Robin                                                                 |                         |            |
| Quevilly          | Bruno Irles                                                                  |                         |            |
| Red Star          | Vincent Bordot                                                               |                         |            |
| Sète              | Nicolas Guibal                                                               |                         |            |
| Stade Briochin    | Maxime D'Ornano                                                              |                         |            |
| Villefranche      | Alain Pochat (1ª-19ª) Herve Della Maggiore (20ª-)                            |                         |            |

## Classifica
Classifica aggiornata al 14 maggio 2021
|  | Pos. | Squadra           | Pt | G  | V  | N  | P  | GF | GS | DR  |
|  | ---- | ----------------- | -- | -- | -- | -- | -- | -- | -- | --- |
|  | 1.   | Bastia            | 66 | 34 | 19 | 9  | 6  | 57 | 28 | +29 |
|  | 2.   | Quevilly-Rouen    | 58 | 34 | 16 | 10 | 8  | 48 | 31 | +17 |
|  | 3.   | Villefranche      | 55 | 34 | 15 | 10 | 9  | 40 | 29 | +11 |
|  | 4.   | Le Mans           | 52 | 34 | 13 | 13 | 8  | 46 | 36 | +10 |
|  | 5.   | Concarneau        | 48 | 34 | 11 | 15 | 8  | 38 | 32 | +6  |
|  | 6.   | Orléans           | 47 | 34 | 12 | 11 | 11 | 49 | 41 | +8  |
|  | 7.   | Red Star          | 47 | 34 | 11 | 14 | 9  | 39 | 33 | +6  |
|  | 8.   | SO Cholet         | 43 | 34 | 11 | 10 | 13 | 36 | 48 | -12 |
|  | 9.   | Bourg-en-Bresse   | 43 | 34 | 10 | 13 | 11 | 29 | 33 | -4  |
|  | 10.  | Stade Briochin    | 43 | 34 | 10 | 13 | 11 | 31 | 32 | -1  |
|  | 11.  | Sète              | 43 | 34 | 10 | 13 | 11 | 31 | 32 | -1  |
|  | 12.  | Laval             | 42 | 34 | 10 | 12 | 12 | 33 | 32 | +1  |
|  | 13.  | Avranches         | 41 | 34 | 11 | 8  | 15 | 36 | 42 | -6  |
|  | 14.  | Annecy            | 40 | 34 | 9  | 13 | 12 | 42 | 47 | -5  |
|  | 15.  | Boulogne          | 38 | 34 | 7  | 17 | 10 | 29 | 38 | -9  |
|  | 16.  | Bastia-Borgo      | 35 | 34 | 7  | 14 | 13 | 37 | 49 | -12 |
|  | 17.  | Créteil-Lusitanos | 35 | 34 | 8  | 11 | 15 | 29 | 48 | -19 |
|  | 18.  | Lyon-La Duchère   | 31 | 34 | 5  | 16 | 13 | 33 | 52 | -19 |

Legenda:

      Promosse in Ligue 2 2021-2022

      Possibile retrocessione in Championnat de France amateur

### Play-out
La terza dello Championnat National affronta, in doppia sfida, la terzultima classificata della Ligue 2.
|              | Risultati |              | Luogo e data                           |
| ------------ | --------- | ------------ | -------------------------------------- |
| Villefranche | 3-1       | Niort        | Villefranche-sur-Saône, 19 maggio 2021 |
| Niort        | 2-0       | Villefranche | Niort, 22 maggio 2021                  |
|              |           |              |                                        |

## Statistiche

### Individuali

#### Classifica marcatori
Aggiornata al 14 maggio 2021
| Gol |  |  | Giocatore          | Squadra      |
| --- |  |  | ------------------ | ------------ |
| 21  |  |  | Andrew Jung        | Quevilly     |
| 15  |  |  | Wilson Isidor      | Bastia-Borgo |
| 13  |  |  | Ottman Dadoune     | Quevilly     |
| 13  |  |  | Gaëtan Perrin      | Orleans      |
| 12  |  |  | Thomas Robinet     | Laval        |
| 12  |  |  | Sébastien Da Silva | Bastia       |
| 12  |  |  | Billal Brahimi     | Le Mans      |
| 12  |  |  | Anthony Robic      | Bastia       |
| 11  |  |  | Carnejy Antoine    | Orleans      |
| 10  |  |  | Geoffray Durbant   | Bastia-Borgo |
| 10  |  |  | Romain Spano       | Annecy       |